# روس مونرو
روس مونرو هو صحفي ومراسل عسكري كندي، ولد في 6 سبتمبر 1913، وتوفي في 21 يونيو 1990.